# Peusawah
Peusawah is een bestuurslaag in het regentschap Lembata van de provincie Oost-Nusa Tenggara, Indonesië. Peusawah telt 626 inwoners (volkstelling 2010).